# مطبخ بنجابي
المطبخ البنجابي هو أسلوب طهي أصله من البنجاب، وهي منطقة في الجزء الشمالي من شبه القارة الهندية، وتنقسم الآن إلى جزء هندي وجزء باكستاني. يتمتع هذا المطبخ بتقاليد كثيرة للعديد من طرق الطهي المميزة والمحلية. أحد هذه التقاليد هو شكل خاص من طهي التندوري الذي يشتهر الآن في أجزاء أخرى من الهند والمملكة المتحدة وكندا وهونغ كونغ وأجزاء كثيرة من العالم.
تتأثر المأكولات المحلية في ولاية البنجاب بشكل كبير بالزراعة ونمط الحياة الزراعي السائد منذ الأزمنة القديمة في حضارة وادي السند. تشكل الأطعمة الأساسية المزروعة محليًا الجزء الأكبر من المطبخ المحلي. يشتهر المطبخ البنجابي المميز بنكهاته الغنية واستخدام الزبدة إلى جانب الأطباق النباتية واللحوم. تشمل الأطباق الرئيسية سرهون دا ساغ (وهي يخنة مكونها الرئيسي هو الخردل الأخضر) وماكي دي روتي (الخبز المسطح المصنوع من دقيق الذرة).
كرهي هو مرق أصفر حار مع كعك مصنوع من دقيق الحمص، ويحتوي على عصير الليمون والفلفل الأحمر والكركم. يقدم عادة مع الأرز أو خبزالنان.
أرز بسمتي هو أرز أصلي من البنجاب، وقد تم ابتكار العديد من أطباق الأرز القائمة على اللحوم والخضروات باستخدامه.

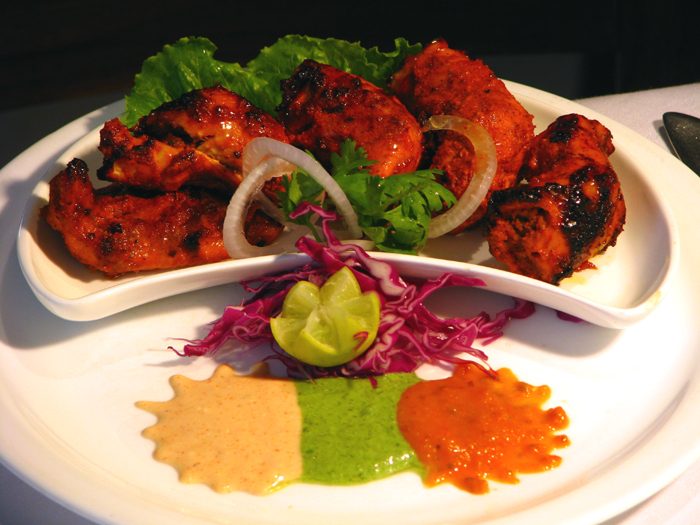
دجاج تكا هو طبق شهير في المطبخ البنجابي

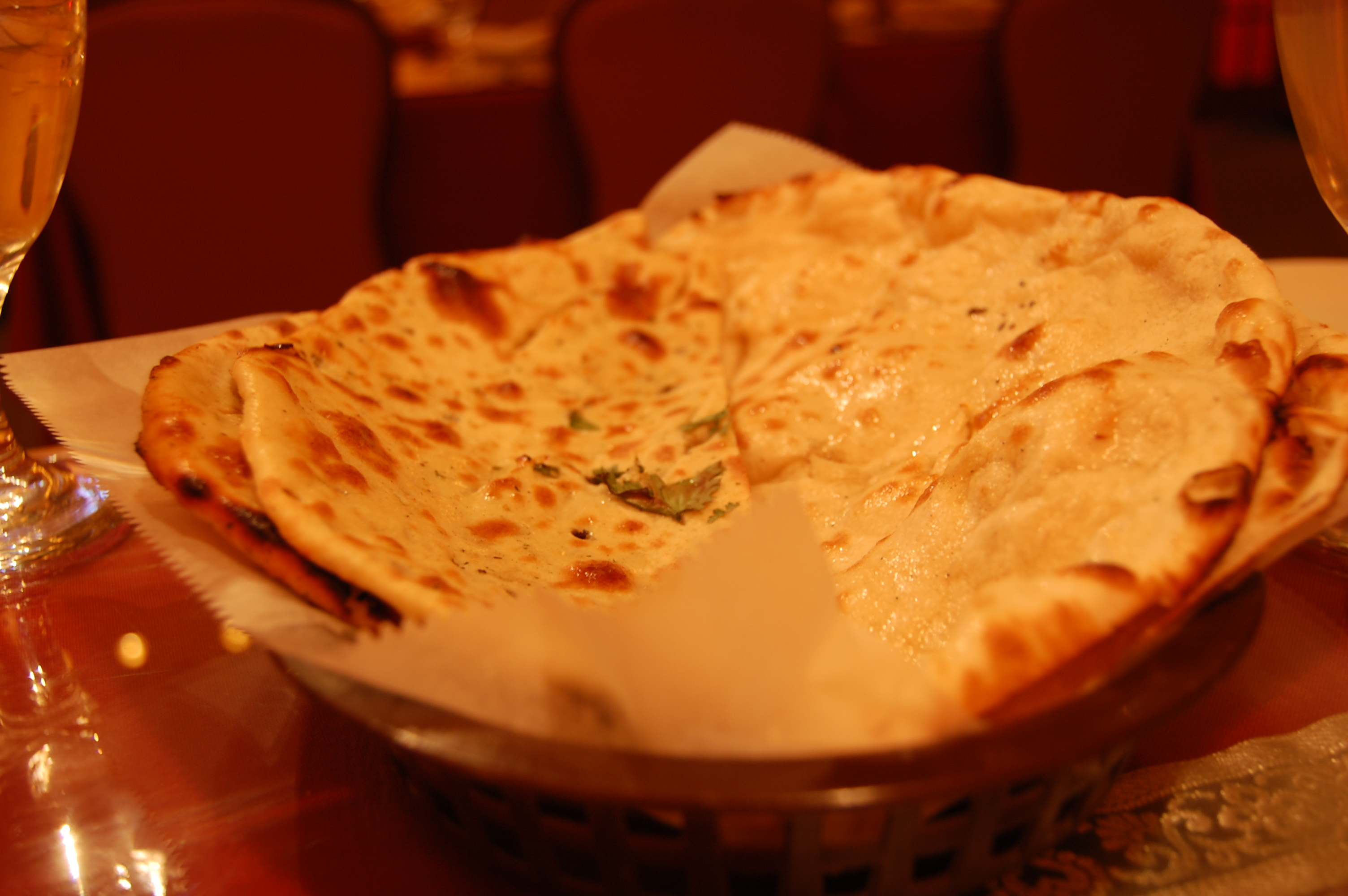
الراثا بالنعناع من البنجاب ، الهند

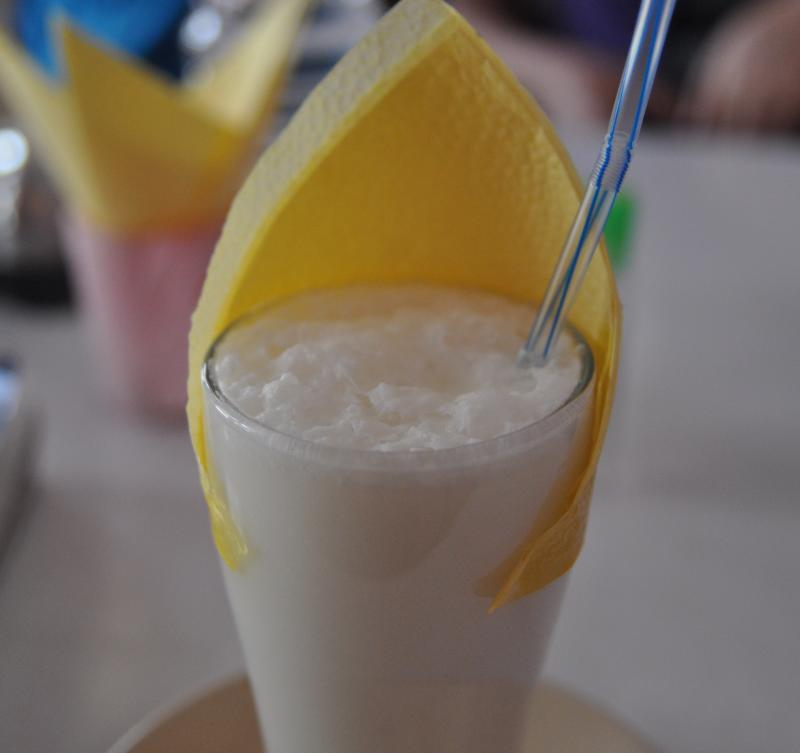
لاسي من البنجاب

## أسلوب الطبخ
يستخدم البنجاب العديد من أساليب الطهي ولا يزال الكثير من الناس في القرى يستخدمون الأدوات التقليدية لأغراض الطهي. ويشمل ذلك أفران الحطب والطوب. تشمل الأساليب الحديثة المستخدمة الطبخ على مواقد الغاز.يتضمن التندوري في الطهي أسلوب استخدام التندور. في الهند، يرتبط طبخ التندوري تقليديًا بولاية البنجاب  حيث تميزت البنجاب باستخدام التندور في المنطقة. أصبح أسلوب الطهي هذا شائعًا في جميع أنحاء الهند بعد تقسيم عام 1947 عندما استقر البنجاب في أماكن مثل دلهي. وفقًا لـ (Planalp (1971، «إن الفرن تحت الأرض على طراز البنجاب والمعروف باسم التندور أصبح ذو شعبية متزايدة في نيودلهي» مشيرًا إلى أسلوب التندور البنجابي. في ريف البنجاب، من الشائع وجود تندور جماعي،  والذي يسمى أيضًا كاث تادوورز في البنجابية.

## الأطعمة الأساسية

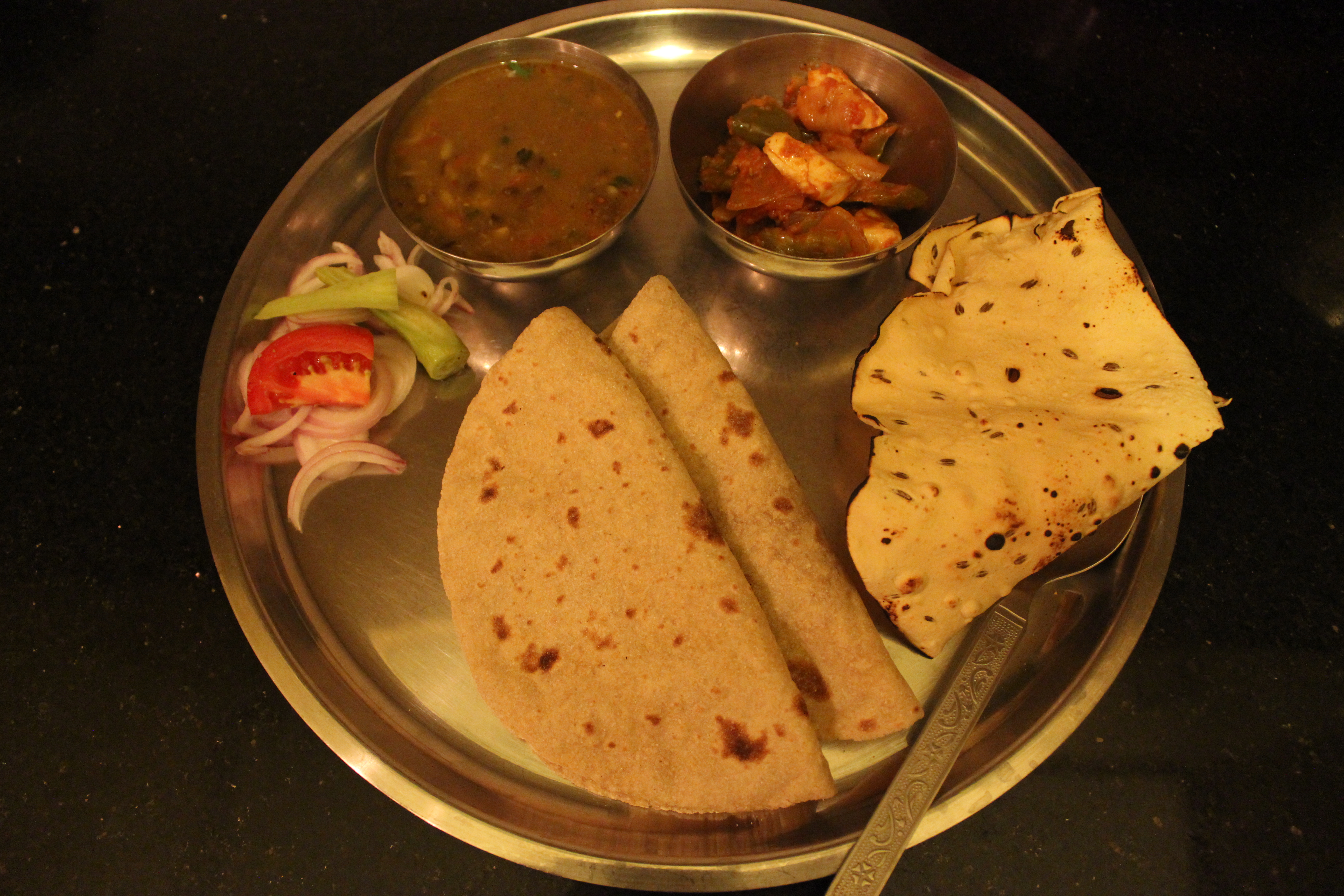
الطعام البنجابية ثالي

البنجاب منطقة رئيسية لإنتاج القمح والأرز ومنتجات الألبان. تشكل هذه المنتجات أيضًا النظام الغذائي الأساسي لشعب البنجاب. تتمتع ولاية البنجاب بكونها واحدة من أعلى المناطق من حيث معدلات استخدام الفرد لمنتجات الألبان في الهند. لذلك، تشكل منتجات الألبان عنصرًا مهمًا في النظام الغذائي البنجابي.

### منتجات الألبان
تعتبر منتجات الألبان عنصرًا أساسيًا في المطبخ البنجابي. يحظى حليب البقر وحليب الجاموس بشعبية كبيرة لدى البنجاب. يستخدم الحليب للشرب بإضافته إلى الشاي أو القهوة ويستخدم لصنع زبادي محلي، ولصنع الزبدة والجبن البنجابي التقليدي الذي يسمى بانير. تقليديا، يتم صنع الزبادي كل يوم باستخدام زبادي اليوم السابق كبيئة بكتيرية لتخمير الحليب ويستخدم الزبادي كصلصة للعديد من الأطباق، لإعداد Kadhi ولإعداد مخيض اللبن (Chaas)، وكطبق جانبي في وجبة الطعام. يستخدم اللبن في صنع أنواع مختلفة من اللاسي. يمكن استخدامه أيضًا في تحضير الكاري. الحليب هو أيضًا العنصر الأساسي للزبدة والسمن (الزبدة المصفاة).

## المضافات الغذائية والتوابل
تُستخدم المضافات الغذائية والتوابل عادةً لتعزيز نكهة الطعام. وتستخدم ألوان الطعام كمادة مضافة في أطباق الحلويات والحلويات. أما النشا فيستخدم كمضاف لزيادة الكمية.

## أطباق مشهورة

### وجبة الإفطار

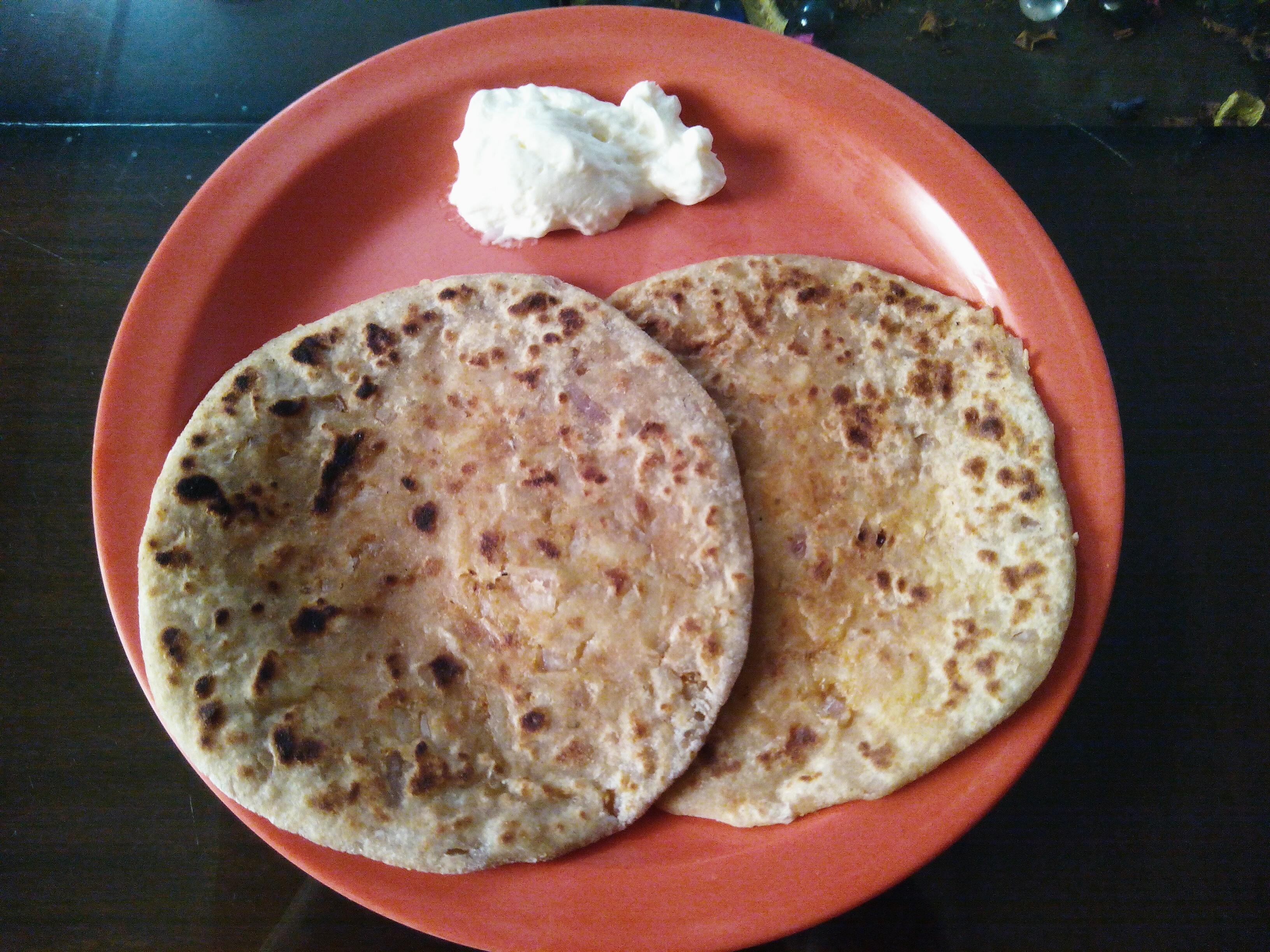
الو بارثا بالزبدة

تختلف وصفات الإفطار فيما يتعلق بمناطق مختلفة داخل البنجاب. أكثر الأطباق شيوعًا هي شانا ماسالا، تشول كولتشي، ألو باراثا، بانر باراثا، غوبي باراثا، باراثا مع اللبن الرائب، حلاوة بوري،  بهاتورا، فلودة، مخني دوده، أمريتساري لاسي، ماسالا تشاي، شاي، أمريتساري كولشا، داهي، داهي فادا، خوا، بايا، الو بارتا مع الزبدة، بانجيري مع الحليب.
في الجزء الشمالي من ولاية البنجاب الباكستانية، لاهوري كاتلاما هو طبق مشهر في وجبة الإفطار أيضًا.

### اللحم
يعد المطبخ البنجابي نباتيًا وبعد أن اعتنق الهندوسيين الإسلام بدأوا أكل اللحوم.
تعتبر لحوم الدواجن والضأن والماعز هي اللحوم المفضلة في مناطق مختلفة من البنجاب.
هناك العديد من أطباق اللحوم المتنوعة وبعضها مذكور أدناه
- برياني: لحم ضأن ودجاج
- الكباب: دجاج مطهو أو لحم ضأن، يقدم عادة مع خبز النان والخبز المسطح.
- كيما: لحم ضأن مفروم مطهو ببطء، يقدم عادة مع خبز النان.
- لامب: بما في ذلك روجان جوش وبونا جوشت، [21] كاداي جوشت، ران جوشت، دال جوشت، ساغ جوشت، نيهاري، رارا جوشت، باي دا شوربا.
- كباب شامي، دجاج كاراهي، أمرتساري دجاج تندوري، بنجابي كاري (زبادي الدجاج بالكاري البنجابي)، [22] دجاج بالزبدة (مورغ مخني)، دجاج تكا، بايي.
- كونا جوشت، لحم مطبوخ ببطء محضر في (Kunna (mitti ki bartan وهي أواني فخارية).
- حليم مصنوع من لحم (لحم بقري أو دجاج) مطبوخ ببطء مع خليط من البقوليات المطهوة طوال الليل وهو غذاء غني بالبروتين مع التوابل والعطريات مثل جوزة الطيب ويقدم مع قطع الليمون والبصل المقلي.

### السمك
نظرًا لأن البنجاب منطقة غير ساحلية، فإن أسماك المياه العذبة، وليس الأسماك البحرية، تشكل جزءًا مهمًا من المطبخ البنجابي. يعتبر الكارب والروهو والقرموط أكثر الأسماك شيوعًا في المطبخ البنجابي. تشمل الأنواع الأخرى من الأسماك ثيلا ماتشي والبلطي. كما جرى إدخال الجمبري مؤخرًا. ويعد سمك تكا هو تخصص أمريتساري.

### الطعام النباتي

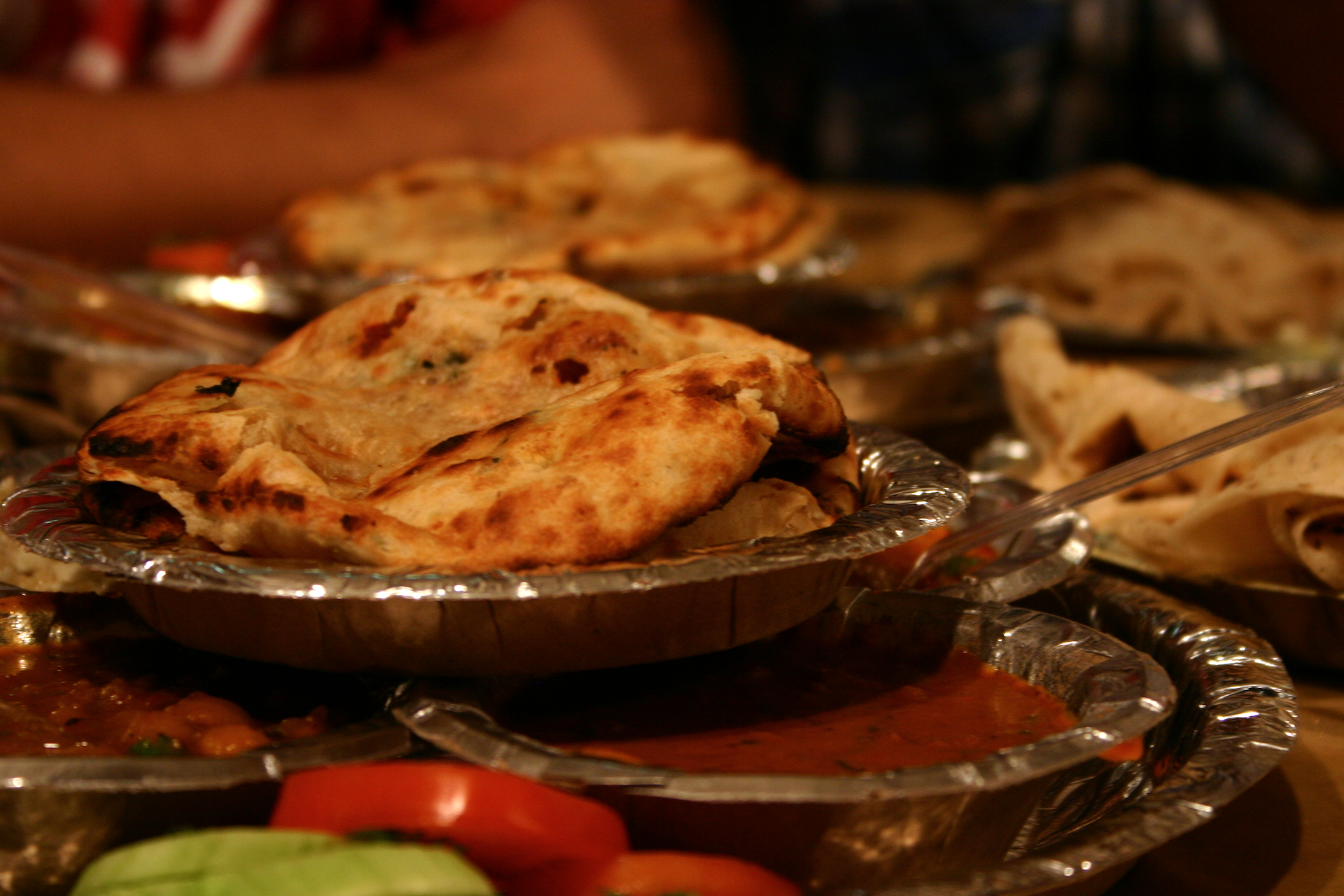
كولشا أمريتساري

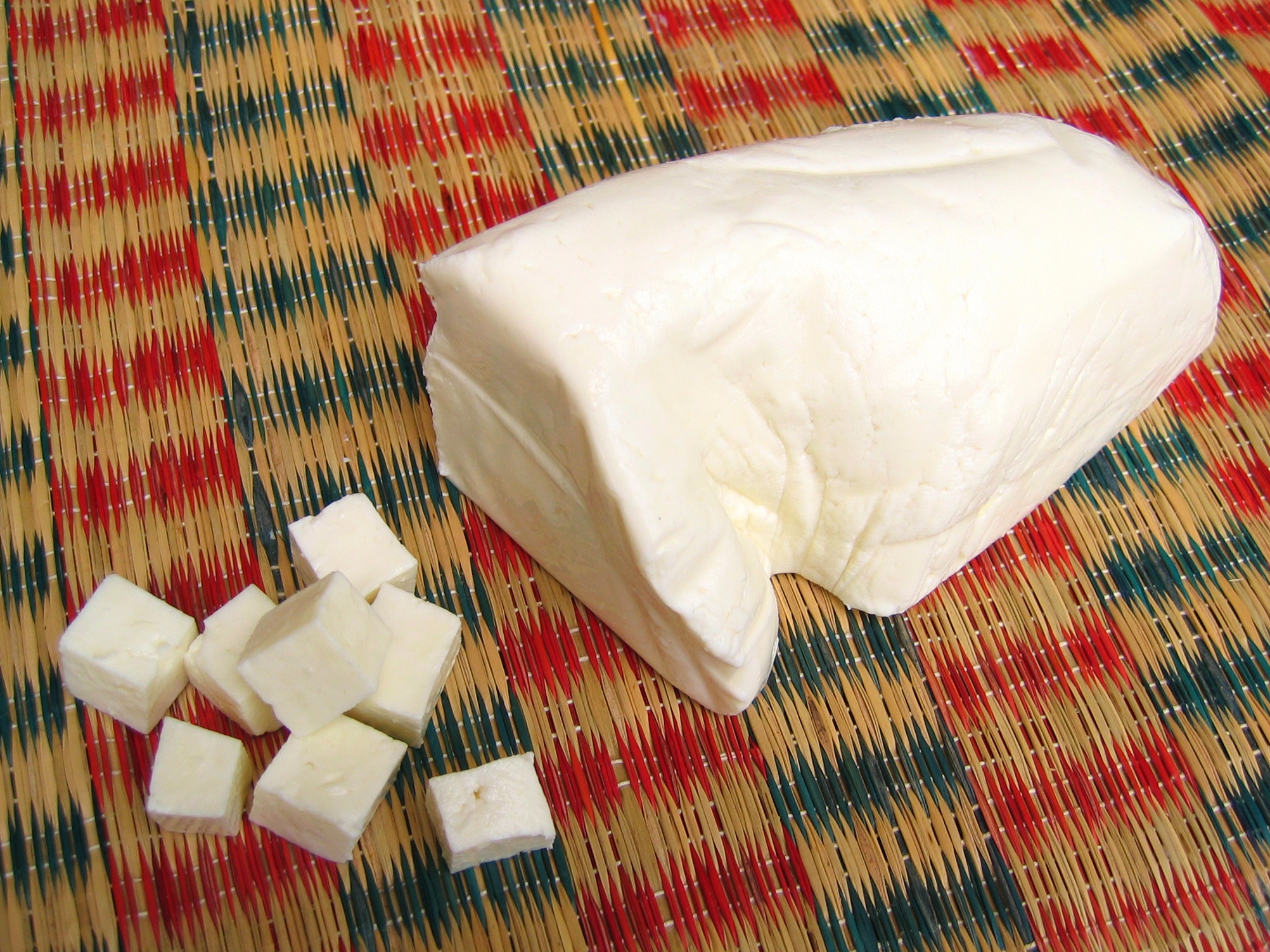
بانير ، أحد أنواع جبن جنوب آسيا التي يشيع استخدامها في الطهي في البنجاب

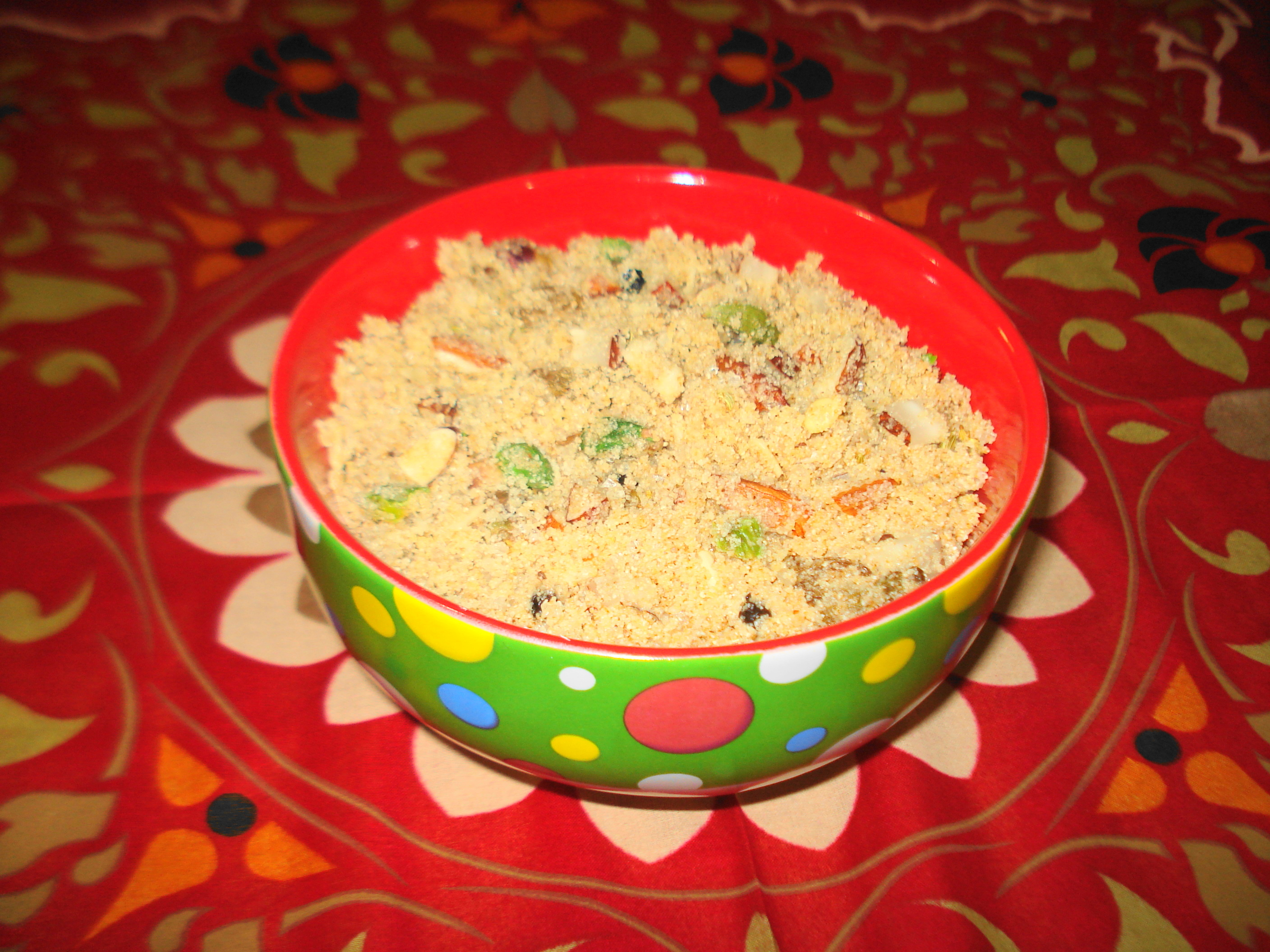
بنجيري

- الخيشدي، طبق من الحبوب والعدس:[25] في البنجاب، يصنع من دقيق حبوب الدخن والفول المونج والعدس (Vigna aconitifolia). كما يستعمل الخيشدي المصنوع من الأرز والعدس الأحمر أو الفاصوليا.
- وصفات البانير (الجبن الطازج) مثل شاهي بانير، خويا بانير، بانير كفتة (قطع بانير مخفوقة ومقلية، ثم تغلي في مرق حار)، أمريتساري بانير، متر بانير (بانير مع البازلاء الخضراء)، بانير باراتا (خبز قمح محشو بالبانير)، بالاك بانير.
- بنجيري: طبق حلوى بنجابي تقليدي [26] يحتوي على كمية كبيرة من اللوز والجوز والفستق والتمر الجاف والكاجو مع دقيق القمح الكامل والسكر والعلكة الصالحة للأكل وبذور الخشخاش وبذور الشمر لصنع الطبق التقليدي من «بنجري» أو المعروف أيضا باسم «دبرة».
- البقوليات: تستخدم مجموعة متنوعة من البقوليات بما في ذلك الحمص، والبازلاء، والعدس الأحمر، والفاصوليا الحمراء، والفاصوليا الحمراء (التي كانت في الأصل مستوردة من الأمريكتين) والحمص الأسود. يمكن استخدام البقوليات منفردة أو مجتمعة.[27][28][29][30] Tarka daal ambarsari

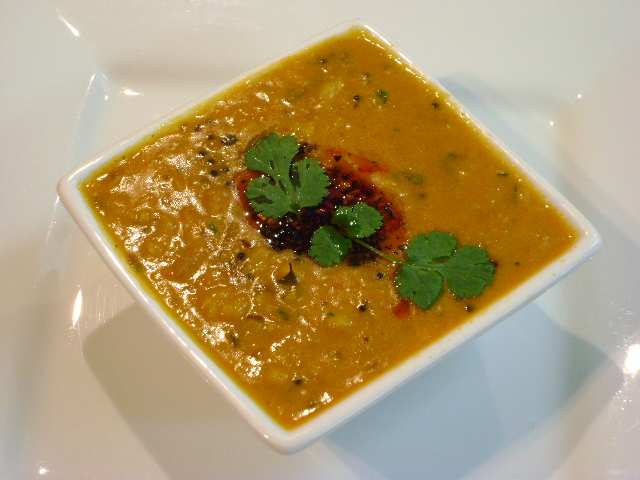
Tarka daal ambarsari

- Saag: مجموعة متنوعة من الخضراوات الورقية (بما في ذلك السبانخ والخردل الأخضر)، تُطهى عادةً لصنع الحساء، وتتبل بالزنجبيل والثوم والفلفل الحار والتوابل الأخرى، وغالبًا ما تكون مدعمة بالبانير أو الكريمة. يضاف Bathua أيضًا لتعزيز النكهة. يقدم مع الزبدة في الأعلى ومع مكي كي روتي. Saag هو طعام شهي في الشتاء والربيع. وهو أحد أشهر أطباق البنجاب.
- الباذنجان: يشبه الباذنجان بابا غنوج في طريقة تحضيره وذلك عن طريق تحميص وتقشير القشرة، ولكنه أكثر غناءً بالنكهات، مع دمج الكثير من الطماطم المطبوخة والبصل المحمر ومجموعة متنوعة من التوابل بدلاً من الطحينة.[31]
- بونج راتاني دال:[21] مرق سميك يستخدم 5 أنواع من البقوليات مع الطماطم والبصل المحمر والتوابل.
- كادي باكورا البنجابية (كاري تقليدي مع الأرز). الكاضي هو نوع من الكاري مصنوع من الزبادي أو اللبن، وهو مكثف بدقيق الحمص ويتبل بالزنجبيل والكركم والفلفل الحار والتوابل المخففة. تضاف أيضًا كتل مقلية من خليط دقيق الحمص المتبل (باكوراس).
- لاسي بانير البنجابي: في البنجاب من التقليدي تحضير اللاسي ثم استخراج البانير الذي يجري استخدامه بعد ذلك بإضافة الماء والملح والفلفل الحار. يمكن أيضًا إضافة Lassi paneer إلى البطاطس والتوابل لصنع الكاري الذي يشبه البيض المخفوق. لا يمكن تقطيع بانير لاسي إلى مكعبات ول كن يمكت ذلك مع بانيرالحليب.

### وجبات خفيفة
- الحبوب المحمصة: في البنجاب، يعد تحميص الذرة وحبوب القمح على البنجابي الباتي من الأطعمة الشهية التقليدية.[25]
- سمبوسة.

## الحلويات

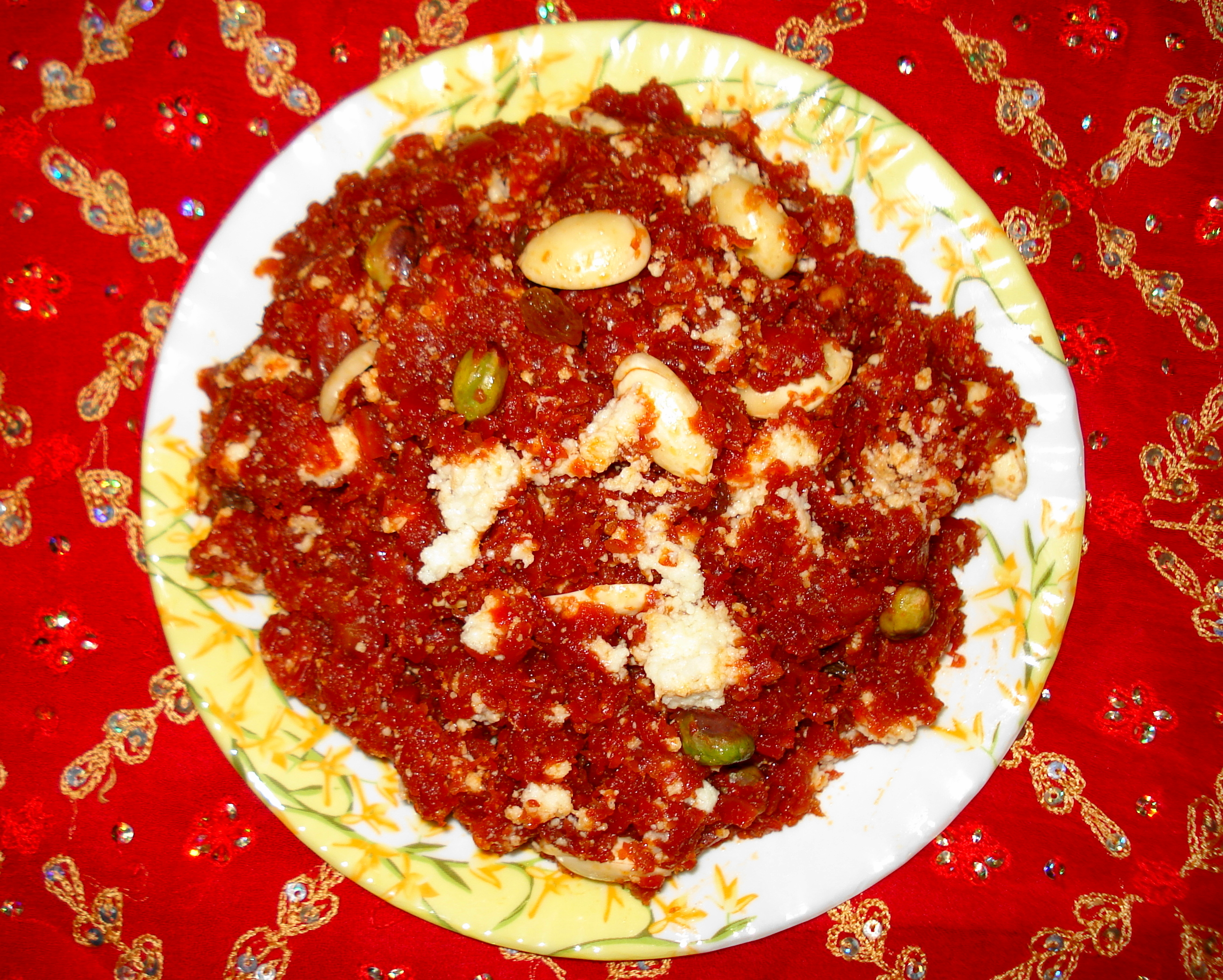
Gajar ka halwa، حلوى مصنوعة من الجزر

تشمل المأكولات البنجابية أنواعًا مختلفة من الحلويات والـ Mithyai ومنها:
- أمريتساري [21]
- خير وهي حلوى مصنوعة من حليب الأرز والفواكه المجففة
- خويا [32]
- كولفي، حلوى تشبه الآيس كريم
- مالبوا
- رابري [33]
- حلوى السميد:[34] الحلاوة الطحينية
- شير كورما

## الخبز
يأكل البنجاب أنواع كثيرة من الخبز. يؤكل الخبز المسطح والخبز المنفوش بشكل يومي. يُعرف الخبز المنفوش باسم خميري روتي. كما يجري إضافة بذور عباد الشمس والكتان في بعض أنواع الخبز من حين لآخر. يمكن صنع الخبز من أنواع مختلفة من الدقيق ويمكن صنعه بعدة طرق:
- خبز مخبوز في التندور مثل نان، [21] تندوري روتي، كولكا، أو lachha بارتا
- خبزجاف (شواية هندية)، جووار كي روتي، باجري كي روتي وماكي كي روتي (مدهونة بالزبدة البيضاء)
- قلي غير عميق مثل بارتا [35]
- مقلية مثل البوري، كاتشوري [36] وباتورة (عجينة مخمرة)
- الخبز المملح: الخبز المملح هو خبز فريد من نوعه لا يوجد إلا في منطقة Salt Range في البنجاب، باكستان. نظرًا لأن الملح الصخري متاح بكثرة، فقد استخدم الكثير من الناس في الماضي الملح بدلاً من الخميرة لتخمير الخبز.
- بابار

## الأعشاب والتوابل

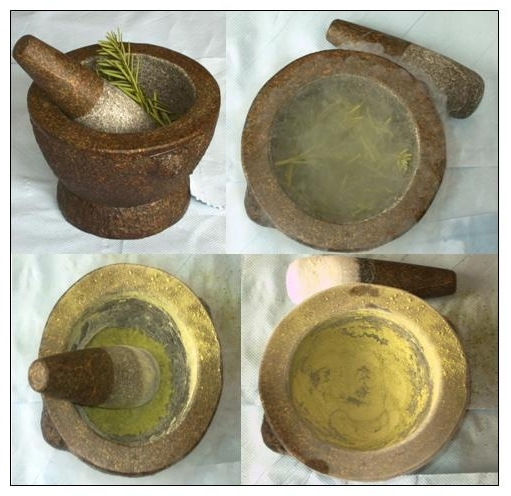
الهاون والمدقة (طريقة قديمة لخلط البهارات)

تستخدم التوابل التي أساسها شبه القارة الهندية في المطبخ البنجابي ويجري طحنها في الهاون والمدقة أو محضرة الطعام .

## المشروبات
لدى البنجاب مجموعة متنوعة من المشروبات. بعضها يعتمد على منتجات الألبان مثل حليب اللاسي والزبدة. كما تعد منتجات حليب الجاموس شائعة بشكل خاص حول البنجاب. ومن الأمثلة على ذلك مانجو لاسي،  ميلك شيك مانجو،  وشاس. البعض الآخر عبارة عن عصائر مصنوعة من الخضار والفواكه، مثل البطيخ المخفوق،  وعصير الجزر وعصير التمر الهندي (imli ka paani). يفضل البنجاب مشروبات Shikanjvi وneembu paani بشكل خاص خلال فصل الصيف. كما يعد مشروب جال جيرة شائع أيضًا.
ساتو هو مشروب هندي شمالي تقليدي يتناوله الناس بشكل تقليدي في البنجاب. يُصنع ساتو عن طريق تحميص حبوب الشعير وطحنها إلى مسحوق مخلوط بالملح والكركم والماء.

## الأطعمة المخللة

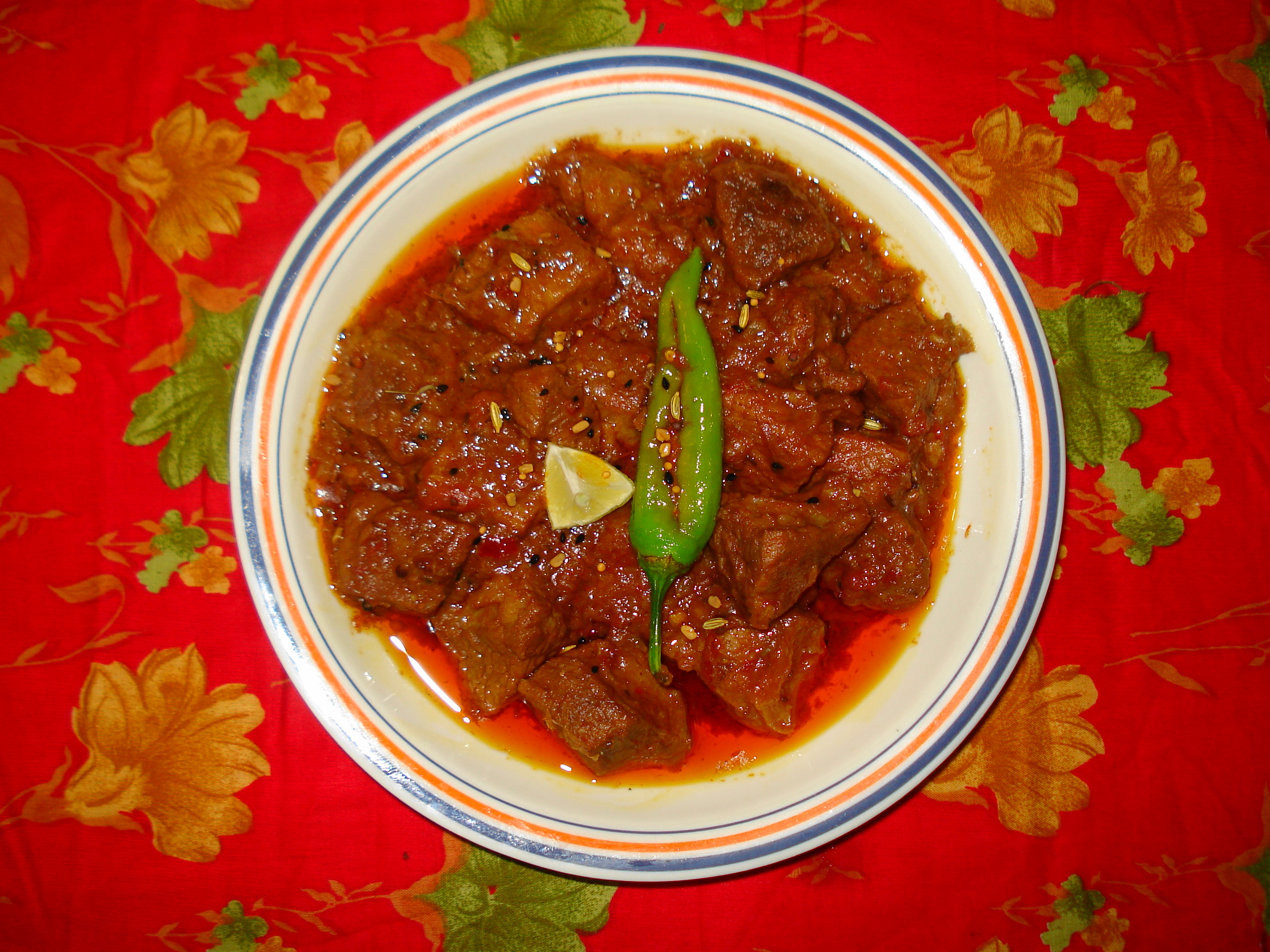
أشارقشت طبق شهير مصنوع من خلطة الدجاج والمخللات

الأطعمة المخللة شائعة الاستخدام في المطبخ البنجابي. ويجري إضافة الأطعمة المخمرة إلى بعض الأطباق أيضًا. مخلل المانجو يعد طبق مشهور بشكل خاص في العديد من قرى البنجاب.

## طرق الطهي

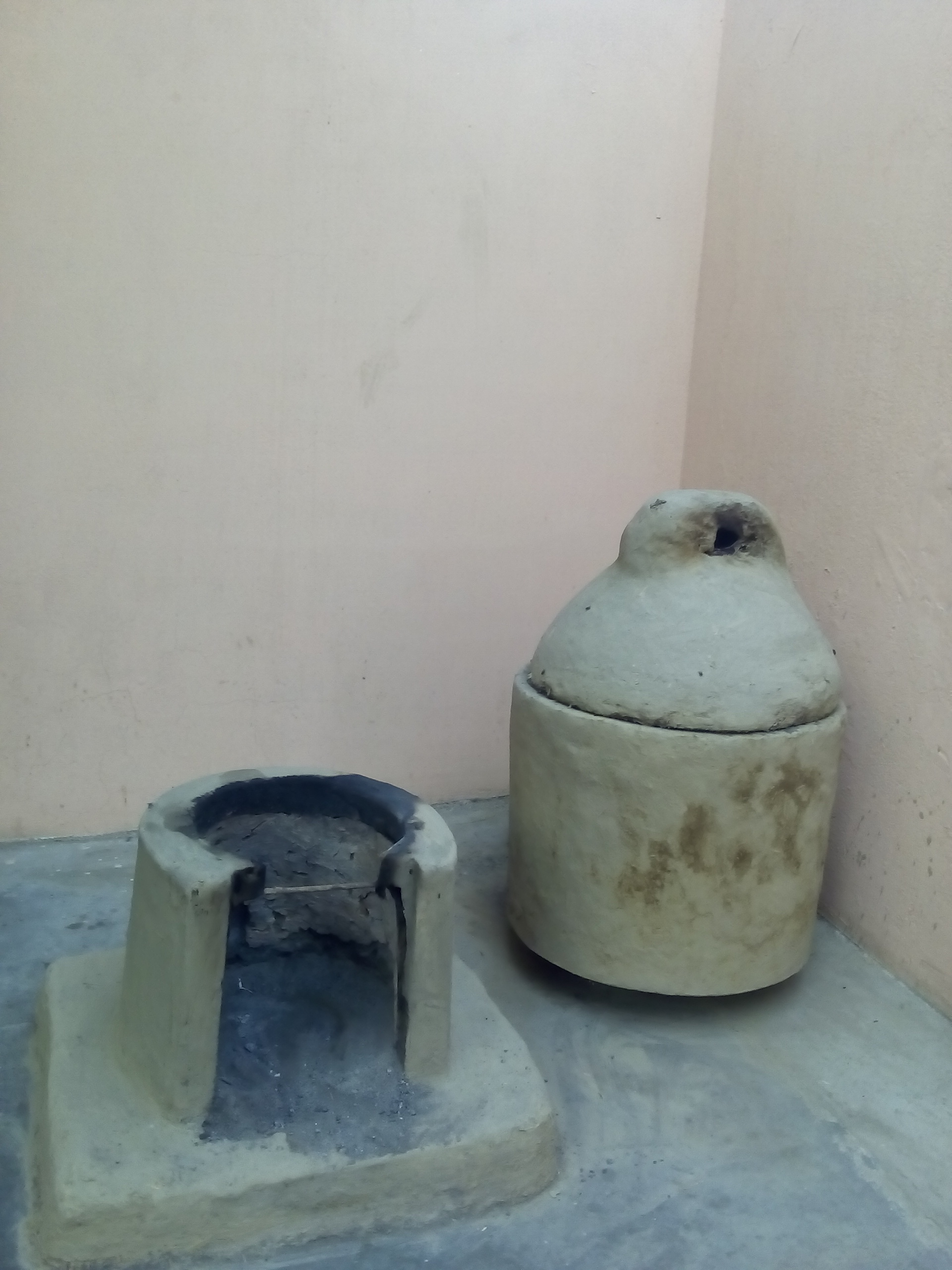
موقد بنجابي تقليدي (تشولا) وفرن (بهارولي)

تستخدم الأساليب التقليدية والحديثة لطهي المأكولات البنجابية وتشمل المواقد والأفران التقليدية المستخدمة لطهي الطعام البنجابي ما يلي:

### شولا
الاسم التقليدي للموقد في اللغة البنجابية هو تشولا. وتحتوي المنازل التقليدية على أفران (ودا شولا أو باند تشولا) المصنوعة من الطوب والحجارة والطين في الكثير من الحالات. استخدمت المجتمعات القديمة في البنجاب أيضًا الأفران الأرضية (خدة تشولا)، لكن هذا التقليد بدأ بالتلاشي حديثًا.[بحاجة لمصدر]

### باتي
يُعرف فرن الطوب باسم bhathi. عند الطبخ في الهواء الطلق والشوي يستخدم العديد من الأنواع المختلفة من الباتي. يستخدم الباتي لتحميص القمح أو الذرة الذي يصفه كالسي (1992) بأنه «فرن خاص فيه وعاء مفتوح يتم داخله تسخين الرمل لتحميص الذرة».

### هارا
الهارا هو فرن يبلغ ارتفاعه ستة أقدام وله سقف خاص. تستخدم الهارا تقليديًا لتسخين الحليب أو البقول بطيئة الطهي مثل الحمص.

### التندور
وفقًا لأحمد (2014)، ربما تعمل هياكل أفران Harappan بطريقة مماثلة لأفران التاندور الحديثة في البنجاب. يُصنع التندور تقليديًا من الطين وهو عبارة عن فرن على شكل جرس، يوضع في الأرض ويتم إشعاله باستخدام الخشب أو الفحم للوصول إلى درجات حرارة عالية. وفقًا لهيتر (1992) فإن الأنواع الأصلية من التندور في البنجاب، وهي مقاطعة في شمال غرب الهند، كانت موضوعة بعمق في الأرض". ويذكر كذلك أن الإصدارات الحديثة يمكن أن تبقى فوق سطح الأرض.

### الأساليب الحديثة
- قدور الضغط
- الأواني الحديدية

## التعليب والتعبئة والتدخين
يعد التعليب والتعبئة لغرض الحفظ ممارسة شائعة يقوم بها البنجاب في المنازل. ويزيد ذلك من طول عمر المنتجات الغذائية لتمتد لعدة أشهر. أيضًا في الطرق القديمة، يعتبر الدخان أمرًا شائعًا يتم استخدامه لتدخين منتجات اللحوم والتي تزيد من العمر الافتراضي للحوم وتضيف أيضًا طعمًا إليها. يُعرف اللحم المدخن أيضًا باسم bhaapi gosht.

## آداب الطعام البنجابية
تعتبر آداب الأكل جزءًا رئيسيًا من المطبخ البنجابي. تتبع كل أسرة بنجابية آداب إقليمية معينة. لمعنى آداب السلوك العديد من الأسماء المحلية ويعتمد ذلك على كل منطقة في البنجاب. على الرغم من اختلاف آداب السلوك من منطقة إلى أخرى، إلا أن هناك العديد من ممارسات الآداب الشائعة والمشتركة في جميع أنحاء البنجاب. ويعد تناول الطعام الجماعي هو أمر معتاد بين العائلات البنجابية.
يعد تقديم الفواكه الطازجة والحلويات والمواد الغذائية كهدايا لأفراد الأسرة ممارسة شائعة في البنجاب، خاصة خلال موسم الربيع. يجري توزيع المواد الغذائية على الجيران أيضًا في المناسبات الخاصة وكطريقة لإظهار حسن الضيافة. تعتبر المانجو من الأطعمة الشهية ويتم إنتاجها بشكل كبير في البنجاب،  وتعد حفلات المانجو شائعة خلال موسم حصاد الفاكهة. كما يتم تقاسم البطيخ والفجل في أكشاك الطعام بين الأصدقاء والأقارب.

### السمات الرئيسية للآداب

#### دعوة لتناول العشاء
- يجري دعوة الناس لتناول وجبة أو شاي بشكل عام قبل أيام قليلة من تناولها.
- يعتبر رفض الدعوة دون سبب خرقًا للآداب.

#### آداب المائدة
- يحظى الضيف المدعو أو المسن باحترام واهتمام خاصين.
- عادة ما يطلب من الضيف المدعو أن يبدأ الوجبة. يعتبر تصرفًا وقحًا إذا بدأ المضيف بتناول الطعام دون مراعاة جميع الضيوف.
- يتم إعداد الطاولة قبل وصول الضيوف.
- يحرص أفراد الأسرة أو أي شخص داخل منزل واحد على تناول الطعام معًا أثناء العشاء.
- في حالة وجود أي شخص آخر في المنطقة المجاورة، يتم تقديم وجبات له كتعبير عن الاحترام. يعتبر من الوقاحة البدء في تناول الطعام دون الطلب من الآخرين المشاركة في الوجبة. من المعتاد تقديم الطعام لأي شخص بالقرب قبل تناول الطعام.
- يعتبر مضغ الطعام مع فتح الفم والتجشؤ أمام الآخرين من الوقاحة.
- في قرى البنجاب، عادةً ما يتم وضع طبق مشترك إضافي على الطاولة لأي عظام متبقية من استهلاك لحوم العظام. يعتبر وضع هذه البقايا على الأرض أو على أرضية الطاولة تصرفات سيئة.

#### آداب الأكل
- تستخدم العائلات البنجابية أسلوبًا مستمدًا من آداب استخدام الأدوات من جنوب آسيا وأوروبا في معظم الأوقات. يؤكل الخبز باليد. بينما يؤكل الأرز والحلويات بالملاعق. تستخدم ملاعق الشوربة لتناول الحساء وتستخدم الشوك لأكل المعكرونة.

## دابا البنجابية
يعد جانب الطريق مركز للأطعمة. وهو أيضًا مكان مشترك للجلوس والدردشة. كما يوجد العديد من المطاعم التي تقدم الطعام مقابل مبالغ قليلة.

## المطاعم البنجابية

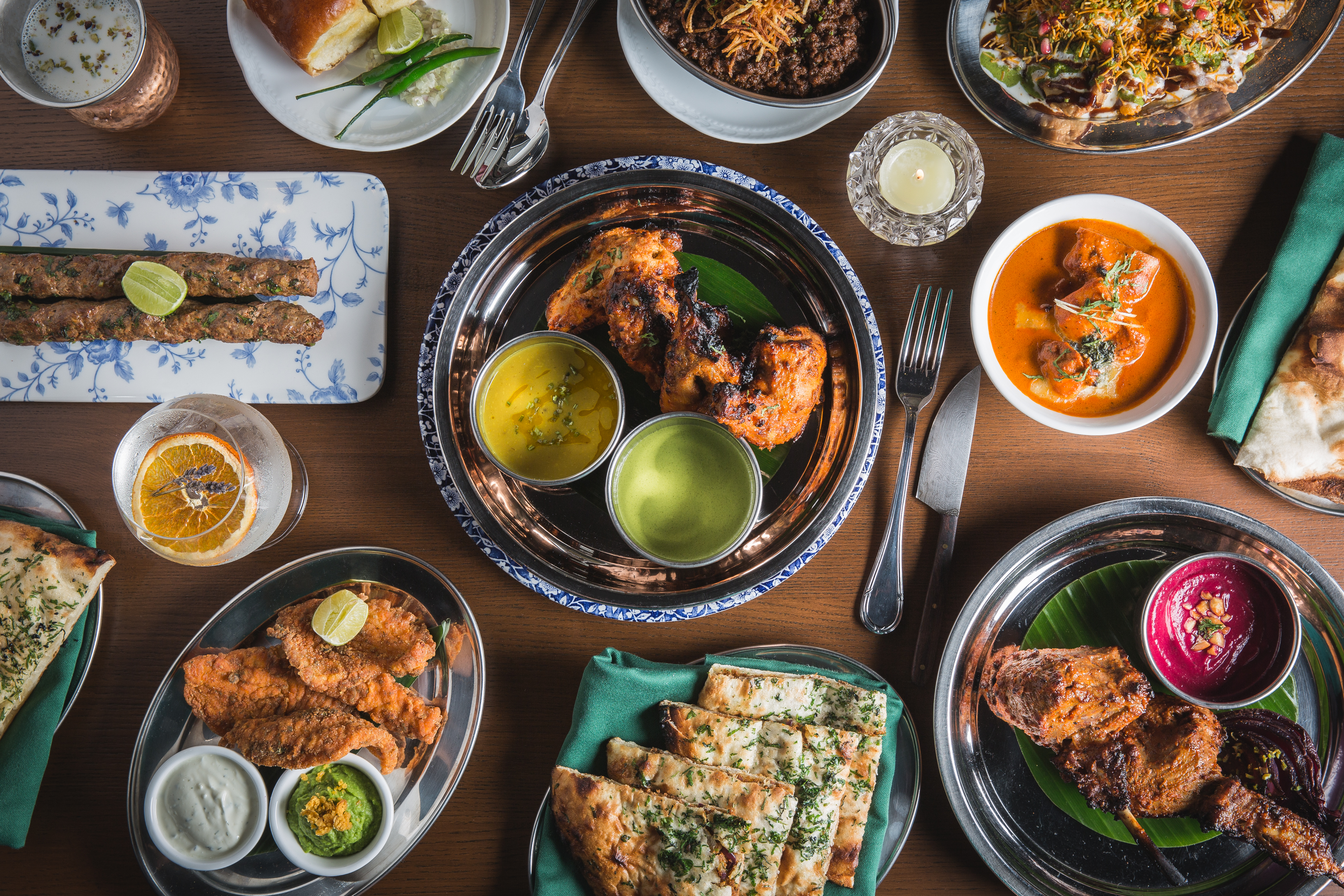
مجموعة مختارة من الأطباق المميزة في New Punjab Club

يشتهر المطبخ البنجابي دوليًا. والجدير بالذكر أن بنجاب في لندن مطعم موجود منذ عام 1946. المطعم هو أقدم مطعم من شمال الهند موجود في المملكة المتحدة. أصبح New Punjab Club،  الواقع في هونغ كونغ، أول مطعم بنجابي في العالم يفوز بنجمة ميشلان واحدة في عام 2019.

## اقرأ أيضا
- مطبخ هندي
- المطبخ الباكستاني
- مطبخ لاهوري
- البنجاب
- باكستانيون
- الشعب الهندي

## روابط خارجية
- الأطعمة البنجابية نسخة محفوظة 23 أكتوبر 2020 على موقع واي باك مشين. . الهند الثقافية وباكستان
- مطبخ فيباسا . البنجابية ومقاطع الفيديو الهندية الأخرى وصفات الطعام

[ https://www.foodkhabari.com/2020/07/shahi-paneer-recipshow-to-make-shahi.html كيف تصنع شاهي بانير على طريقة البنجاب